# Різдвяний баттерскотч
Різдвяний баттерскотч або кнек (швед. knäck) ― традиційний шведський ірис, який готують на Різдво. Деякі віддають перевагу більш м'яким та жувальним баттерскотчам, що досягається за рахунок короткотривалого кип'ятіння суміші.

## Рецепт
В традиційному рецепті використовують однакову кількість (зазвичай 0,3 літра) незбитих вершків, цукру та золотого сиропу (або шведського світлого сиропу). Також згідно традиції, добавляють декілька столових ложок масла. Деколи використовують 5–10 грам (1–2 столові ложки) ванільного цукру або 100 грам очищеного та дрібно нарізаного мигдалю. Потім змішують всі інгредієнти, окрім мигдалю, в металевій каструльці та перемішують допоки не розтане цукор. Кип'ятять, допоки кілька крапель суміші, налитої в холодну воду, не згорнуться в жувальну або тверду кульку. Потім добавляють мигдаль та наливають суміш у чашечки з парафінованого паперу та залишають охолоджуватись. Хоча рецепт десерту є легкий, сам процес варіння займає 1,5 години.